# Scenopinus vesperugocavus
Scenopinus vesperugocavus är en tvåvingeart som beskrevs av Kelsey 1976. Scenopinus vesperugocavus ingår i släktet Scenopinus och familjen fönsterflugor. Inga underarter finns listade i Catalogue of Life.